# Радио Глас Петрове горе
Радио Глас Петрове горе је радио-станица која је емитовала програм од 1973. до 1995. године.
Радио је емитовао програм из студија у Вргинмосту на средњем таласу 1566 килохерца и од 1991. године на ултракратком таласу са предајника на Петровој гори. Од 1991. године променио је назив у Српски радио Петрова гора, а од 1993. био је део Удружених радио-станица Крајине. Са емитовањем је прекинуо 6. августа 1995. године када је српско становништво протерано са Кордуна у хрватској војној операцији "олуја".